# Nicolaus Follingius
Nicolaus Follingius, född 31 augusti 1645 i Skärkinds församling, Östergötlands län, död 14 maj 1684 i Vikingstads församling, Östergötlands län, var en svensk präst.

## Biografi
Nicolaus Follingius föddes 1645 i Skärkinds församling. Han var son till komministern A. Follingius. Follingius blev 1670 student vid Wittenbergs universitet och prästvigdes 24 november 1671 i Klara kyrka, Stockholm. Han blev senare adjunkt vid Storkyrkan i Stockholm och 4 september 1678 blev han kyrkoherde i Vikingstads församling, tillträde 1679. Follingius avled 1684 i Vikingstads församling.

## Familj
Follingius gifte sig 1 januari 1679 med Catharina Rymonius. Hon var dotter till kyrkoherden Ericus Rymonius i Vikingstads församling. De fick tillsammans barnen kyrkoherden Anders Follingius (1679–1739) i Marbäcks församling, lantmätaren Erik Follingius (1681–1739), kanslisten Nils Follingius (1682–1715) i Pultava och auditören Samuel Follingius (1683–1706) i Polen. Efter Follingius död gifte Catharina Rymonius om sig med kyrkoherden Gabriel Kling i Vikingstads församling.